# 1072

## Události
- 10. ledna – Robert Guiscard dobývá Palermo.

## Narození
- ? – Adéla del Vasto hraběnka sicilská a královna jeruzalémská († 16. dubna 1118)
- ? – Tankred Galilejský, jeden z vůdců první křížové výpravy († prosinec 1112)
- ? – Wulfhilda Saská, bavorská vévodkyně († 29. prosince 1126)
- ? – Anežka Akvitánská, aragonská a navarrská královna († 6. června 1097)

## Úmrtí
- 22. února – Petr Damián, italský myslitel, mnich a světec (* kolem 1007)
- 28. března – Ordulf Saský, vévoda saský (* 1022?)
- 22. září – Ou-jang Siou, čínský státník, historik, učenec a básník (* 1007)
- 7. října – Sancho II. Kastilský, kastilský a leonský král (* 1037?)
- ? – Roman IV. Diogenes, byzantský císař (* kolem 1030)

## Hlava státu
- České knížectví – Vratislav II.
- Svatá říše římská – Jindřich IV.
- Papež – Alexandr II.
- Anglické království – Vilém I. Dobyvatel
- Francouzské království – Filip I.
- Polské knížectví – Boleslav II. Smělý
- Uherské království – Šalamoun
- Byzantská říše – Michael VII. Dukas